# Wodolubek żółty
Wodolubek żółty (Enochrus melanocephalus) – gatunek chrząszcza z rodziny kałużnicowatych i podrodziny Enochrinae. Zamieszkuje zachodnią część Palearktyki.

## Taksonomia
Gatunek ten opisany został po raz pierwszy w 1792 roku przez Guillaume’a-Antoine’a Oliviera pod nazwą Hydrophilus melanocephalus. W 1808 roku opisany został przez Leonarda Gyllenhaala pod homonimiczną nazwą Hydrophilus bicolor i pod nią wyznaczony został gatunkiem typowym rodzaju Enochrus w 1859 roku przez Carla Gustafa Thomsona.

## Morfologia

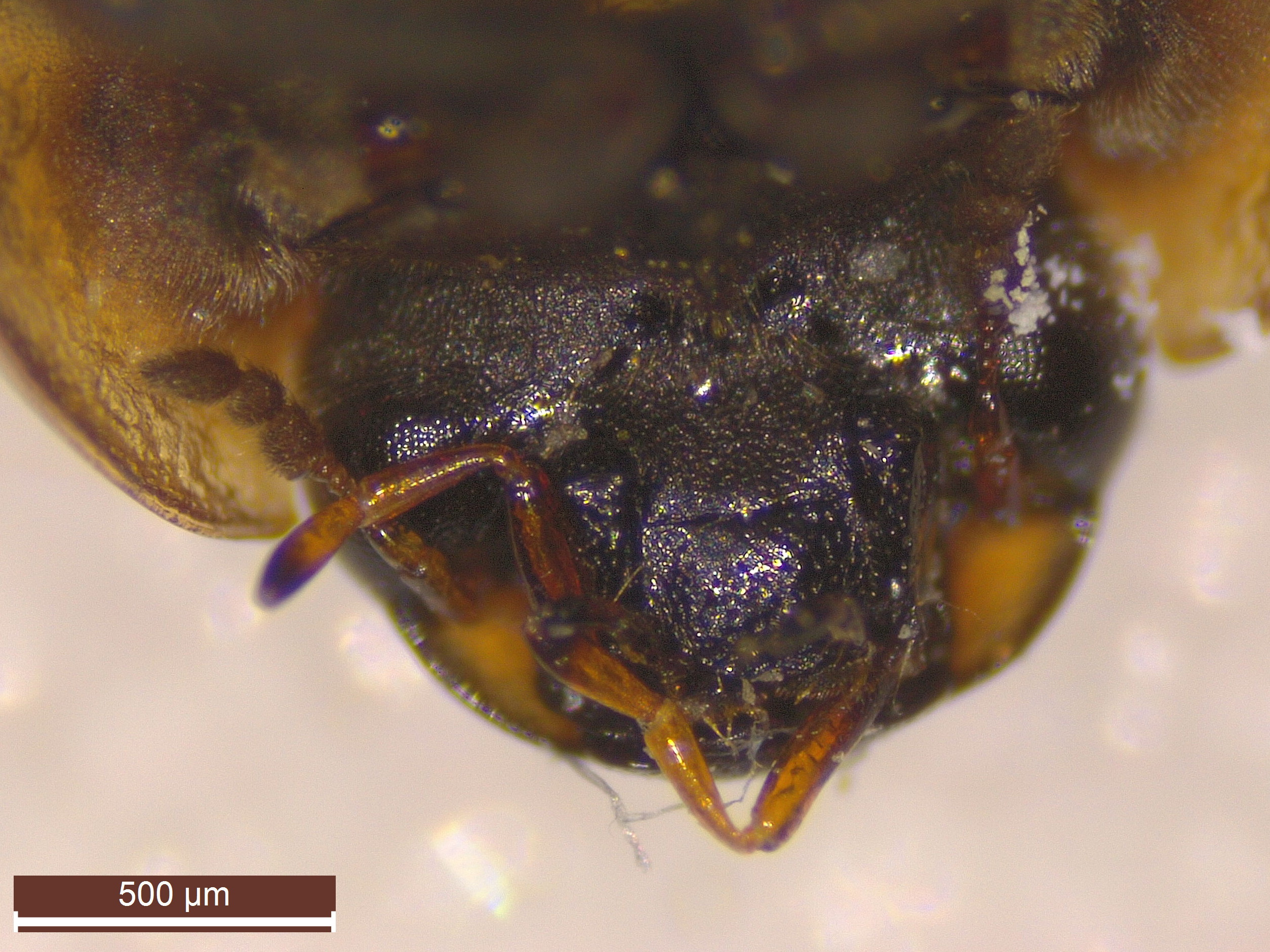
Głowa w widoku od spodu

Chrząszcz o podługowato-owalnym, umiarkowanie wysklepionym ciele długości od 4,2 do 4,8 mm. Głowa jest czarna z parą dużych, żółtych plam przed oczami. Warga górna u samca jest jaśniejsza niż u samicy. Czułki są żółte u podstawy, a czarne w części dalszej. Głaszczki szczękowe są żółte z zaczernionym szczytem ostatniego członu, który to człon jest mniej więcej tak długi jak człon przedostatni. Wyraźnie szersze niż dłuższe przedplecze ma barwę miodowóżółtą, rudożółtą lub brązowawożółtą, czasem z czterema trudno dostrzegalnymi plamami czarnymi. Jego tylna krawędź jest delikatnie obrzeżona. Tarczka jest w tyle zaostrzona. Ubarwienie pokryw również jest miodowożółte, rudożółte lub brązowawożółte, czasem z słabo zaznaczonymi czarnymi plamkami. Rzędy grubszych punktów zaczynają się znacznie przed środkiem długości pokryw i w ich tylnej części jest ich po osiem na każdej. Odnóża przedniej pary mają stopy o dwóch przedwierzchołkowych członach nieco dłuższych niż szerokich. U samca pazurki przednich odnóży są silnie, hakowato zakrzywione. Odwłok ma ostatni z widocznych sternitów opatrzony pośrodku tylnej krawędzi orzęsionym wcięciem.

## Ekologia i występowanie
Owad wodny, zarówno w stadium larwalnym, jak i dorosłym. Rozmieszczony jest od nizin po góry, przy czym na nizinach i pogórzach jest liczniejszy niż wyżej. Zasiedla niewielkie zbiorniki wodne, stałe i okresowe, w tym sadzawki, kałuże i glinianki.
Gatunek zachodniopalearktyczny, jedyny przedstawiciel podrodzaju nominatywnego w Palearktyce. W Europie znany jest z Portugalii, Hiszpanii, Irlandii, Wielkiej Brytanii, Francji, Holandii, Niemiec, Szwajcarii, Austrii, Włoch, Danii, Szwecji, Norwegii, Finlandii, Estonii, Łotwy, Litwy, Polski, Czech, Słowacji, Węgier, Białorusi, Ukrainy, Bułgarii, Chorwacji,  Bośni i Hercegowiny, Serbii, Czarnogóry oraz europejskiej części Rosji, a poza nią z Algierii, Armenii i Izraela.